# Kirche Lebbin (Groß Teetzleben)

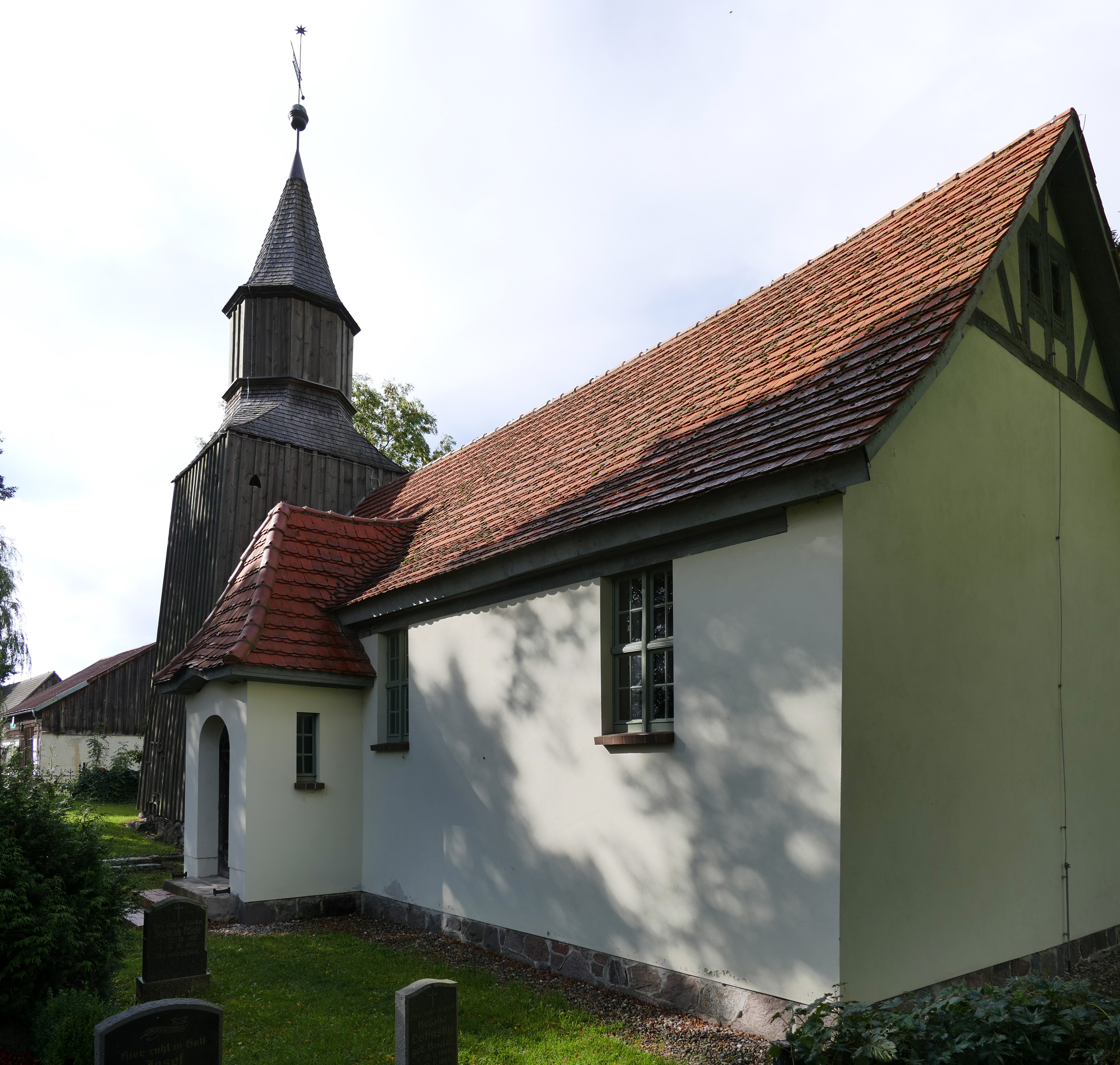
Kirche Lebbin

Die Kirche Lebbin ist ein Kirchengebäude im Ortsteil Lebbin in der Gemeinde Groß Teetzleben im Landkreis Mecklenburgische Seenplatte. Die Kirchengemeinde Groß Teetzleben gehört zur Propstei Demmin im Kirchenkreis Pommern der Evangelisch-Lutherischen Kirche in Norddeutschland und wird vom Pfarramt in Altentreptow verwaltet.
Der rechteckige Putzbau stammt vom Anfang des 19. Jahrhunderts. Er ersetzte eine 1571 erstmals erwähnte Fachwerkkirche, die wegen Baufälligkeit abgerissen werden musste. Der quadratische, verbretterte Westturm ist älter als die heutige Kirche. Er wurde im 18. Jahrhundert errichtet. Die Wetterfahne mit Zahl 1999 weist auf das Jahr der Restaurierung der Kirche hin.
Das Innere der Kirche ist als hölzerne Tonne ausgeführt.
Der Altaraufsatz von 1694 zeigt im Mittelfeld eine Kreuzigungsgruppe aus der ersten Hälfte des 16. Jahrhunderts. Die Kanzel besitzt einen Schalldeckel und wurde Anfang des 17. Jahrhunderts gebaut. Ihr Ständer ist auf 1681 datiert. Kirchengestühl und Westempore wurde im 18. Jahrhundert eingebaut.
Die Glocke wurde 1592 von Benedictus Hein gegossen.